# الاستعراض السنوي لنظام لاهاي
الاستعراض السنوي لنظام لاهاي هو أحد المنشورات التي تصدرها المنظمة العالمية للملكية الفكرية سنوياً، يعطي الاستعراض لمحة شاملة عن عدد طلبات التسجيل الدولي للتصاميم الصناعية، وما ينتج عن ذلك من تسجيلات دولية مدوّنة عبر نظام لاهاي الذي تديره المنظمة العالمية للملكية الفكرية (الويبو). يتضمن الاستعراض تقريراً عن مدى استخدام أصحاب الحقوق لتلك التسجيلات الدولية لحماية تصاميمهم وتوسيع نطاق تغطيتها الجغرافي، بالإضافة إلى الطريقة التي يُحافَظ بها على التسجيلات مع مرور الزمن.

## الإصدارات
تصدر ويبو سنوياً إصداران، الأول ملخص عملي يعرض التوجهات الرئيسية في استخدام نظام لاهاي للتسجيل الدولي للتصاميم الصناعية الذي تديره المنظمة العالمية للملكية الفكرية، والثاني ملخص تنفيدي.
| الإصدار                                                  | السنة | المؤلف | اللغات                                                     | الترخيص                  |
| -------------------------------------------------------- | ----- | ------ | ---------------------------------------------------------- | ------------------------ |
| الاستعراض السنوي لنظام لاهاي 2017 – ملخص عملي            | 2017  | ويبو   | الإنجليزية، الفرنسية، الإسبانية، العربية، الصينية، الروسية | نسب المصنّف CC BY 3.0 IGO |
| الاستعراض السنوي لنظام لاهاي 2017                        | 2017  | ويبو   | الإنجليزية                                                 | نسب المصنّف CC BY 3.0 IGO |
| الاستعراض السنوي لنظام لاهاي لعام 2018 – الملخص التنفيذي | 2018  | ويبو   | الإنجليزية، الفرنسية، الإسبانية، العربية، الصينية، الروسية | نسب المصنّف CC BY 3.0 IGO |
| الاستعراض السنوي لنظام لاهاي 2018                        | 2018  | ويبو   | الإنجليزية                                                 | نسب المصنّف CC BY 3.0 IGO |
| الاستعراض السنوي لنظام لاهاي لعام 2019 – الملخص التنفيذي | 2019  | ويبو   | الإنجليزية، الفرنسية، الإسبانية، العربية، الصينية، الروسية | نسب المصنّف CC BY 3.0 IGO |
| الاستعراض السنوي لنظام لاهاي 2019                        | 2019  | ويبو   | الإنجليزية                                                 | نسب المصنّف CC BY 3.0 IGO |
| الاستعراض السنوي لنظام لاهاي لعام 2020– الملخص التنفيذي  | 2020  | ويبو   | الإنجليزية، الفرنسية، الإسبانية، العربية، الصينية، الروسية | نسب المصنّف CC BY 3.0 IGO |
| الاستعراض السنوي لنظام لاهاي 2020                        | 2020  | ويبو   | الإنجليزية                                                 | نسب المصنّف CC BY 3.0 IGO |
| 2021 الاستعراض السنوي لنظام لاهاي                        | 2021  | ويبو   | الإنجليزية                                                 | نسب المصنّف CC BY 3.0 IGO |
| الاستعراض السنوي لنظام لاهاي لعام 2021 – الملخص التنفيذي | 2021  | ويبو   | الإنجليزية، الفرنسية، الإسبانية، العربية، الصينية، الروسية | نسب المصنّف CC BY 3.0 IGO |
| 2022 الاستعراض السنوي لنظام لاهاي                        | 2022  | ويبو   | الإنجليزية                                                 | نسب المصنف CC BY 4.0     |
| الاستعراض السنوي لنظام لاهاي لعام 2023 – الملخص التنفيذي | 2023  | ويبو   | الإنجليزية، الفرنسية، الإسبانية، العربية، الصينية، الروسية | نسب المصنف CC BY 4.0     |
| 2023 الاستعراض السنوي لنظام لاهاي                        | 2023  | ويبو   | الإنجليزية                                                 | نسب المصنف CC BY 4.0     |
| 2024 الاستعراض السنوي لنظام لاهاي                        | 2024  | ويبو   | الإنجليزية                                                 | نسب المصنف CC BY 4.0     |